# Vladímir Makanin
Vladímir Semiónovitx Makanin (13 de març de 1937, Orsk, óblast d'Orenburg, RSFSR, URSS - 1 de novembre de 2017,Krasni,raion d'Aksaiski, óblast de Rostov, Rússia) fou un escriptor soviètic i rus.

## Biografia
Es va graduar a la Facultat de Mecànica i Matemàtiques de la Universitat Estatal de Moscou i va treballar com a professor a l'Acadèmia Militar fins a principis dels anys seixanta. El 1963 es va apuntar als cursos superiors per a guionistes i directors de cinema que s'impartien a l'Institut de Cinematografia Gueràssimov i després va treballar per a l'editorial Sovietski Pissátel ("L'escriptor soviètic").
Va començar a publicar el 1965. El 1985 es va convertir en membre de la junta de la Unió d'Escriptors Soviètics i va entrar al consell editorial de la revista Znàmia (1987).
Els seus últims anys va viure i va treballar al poble de Krasni, prop de Rostov del Don.
Va encapçalar el jurat del premi literari nacional "Gran Llibre" el 2007; el 2008 va rebre aquest premi.
Va morir l'1 de novembre de 2017. El funeral va tenir lloc el 3 de novembre, no gaire lluny de casa seva, al cementiri del poble.

## Creativitat
El 1965 va publicar la seva primera novel·la, titulada "La línia recta";el 1971 va veure la llum la història "Orfe de pare", rus: Безотцовщина Bezottsóvsxina. Posteriorment, durant vint anys, gairebé tots els anys va publicar un nou llibre, principalment col·leccions que contenien obres ja publicades i noves (la història "Kliutxariov i Alimuixkin" rus: Ключарев и Алимушкин, 1977; la novel·la curta "Blau i vermell", 1982 i la novel·la "Retrat i voltants", 1978).
Makanin és un escriptor agnòstic amb un sentit agut de la modernitat i amb un desig constant de trobar un heroi que expressi l'esperit de l'època, però no en contorns típics, sinó grotescament, en un extracte de vegades amb qualitats bastant peculiars. El seu llibre Underground o un heroi del nostre temps del 1998, reeixit i premiat internacionalment, tracta sobre un escriptor sensesostre que es troba brutalment enfrontat a la pobresa i l'arbitrarietat al Moscou dels anys noranta i que, a diferència d'altres dissidents, no comparteix els seus ideals amb la "nova elit corrupta"(oligarques). La misèria de la falta d'espai, l'alcoholisme, la violència, el deteriorament de les relacions socials i les desgràcies personals condueixen el protagonista a una odissea cruel. La novel·la presenta nombroses referències a la literatura russa dels segles xviii i xix, així com manlleus de Dante, Homer, Joyce, Heidegger, Plató i Kafka. El títol de la novel·la està compost per dos títols de llibres anteriors: Apunts del subsòl (1864) de Dostoievski i Un heroi del nostre temps (1840) de Lérmontov.
En una reunió amb estudiants de la Universitat Herzen el desembre de 2004, Makanin va dir:
| « | Underground és un fenomen ambigu, i tenia dos costats. La primera és la gent que s'oposa a les autoritats, quan la seva respiració ha deixat clar que no és eterna. Era la versió russa de l'oposició en absència d'una societat democràtica. Tan aviat com tot va canviar, aquest underground es va convertir en establishment i, per tant, va ocupar nínxols de poder. Però hi havia un altre underground. Estava representat per persones que, amb qualsevol canvi de poder, no podien ocupar els llocs més alts. Era una generació sencera de morts, però gent valenta, amb força mental. Vaig escriure una novel·la en memòria d'aquestes persones. | » |

El 2008, la publicació de la novel·la "Assan" fou objecte de crítiques incessants.Els que havien tingut alguna implicació en la guerra, encara que fos la més petita i teòrica, deien unànimement que el llibre, d'intenció clarament realista, estava ple de detalls falsos. La novel·la va ser condemnada tant per la crítica literària txetxena (Lídia Dovletkiréiev) com pels escriptors que havien lluitat a Txetxènia: Arkadi Bàbtxenko, Aleksandr Karassiov, Zakhar Prilepin. Segons el crític Serguei Txerednitxenko, es tractava d'un conflicte generacional, estètic i ètic, procedent, segons el seu parer, d'una prosa de tinent, que conformava la idea que l'escriptor no té dret moral a escriure sobre una guerra on ell, personalment, no hi va ser.Al mateix temps, hi ha crítics que lloen la novel·la. Així, Ievgueni Iermolin la considera la millor novel·la russa de la dècada del 2000 (i la història "El presoner del Caucas" és la millor història russa dels anys 90).
Els llibres de Makanin s'han traduït a l'alemany, francès, italià, castellà, anglès, japonès i xinès i s'han publicat a molts països.

## Obres seleccionades
- Прямая линия / Línia recta, novel·la, 1965
- Голубое и красное / Blau i vermell, novel·la curta, 1975
- Портрет и вокруг / Retrat i voltants, novel·la, 1978
- Андеграунд, или Герой нашего времени, Underground o Heroi del nostre temps, novel·la, 1999
- Acaн, Assan, novel·la, 2008.[15][10]
- Кавказский пленный / El presoner del Caucas.[16]